# Eleições estaduais de Bremen em 2011
As eleições estaduais de Bremen em 2011 foram realizadas a 22 de Maio e, serviram para eleger os 83 deputados para o parlamento estadual.
O Partido Social-Democrata da Alemanha foi, novamente, o partido mais votado, tendo, inclusive, uma pequena subida eleitoral, obtendo 38,6% dos votos e 36 deputados, apesar de este resultado ser um dos piores de sempre do partido no estado.
O grande vencedor destas eleições foi a Aliança 90/Os Verdes que, pela primeira vez, se tornaram o segundo partido mais votado, subindo 6,0% em relação a 2007, conquistando 22,5% dos votos.
A União Democrata-Cristã foi a grande derrotado, obtendo o pior resultado estadual desde 1959, ficando-se pelos 20,4% dos votos.
Outro dos derrotados das eleições foi o Partido Democrático Liberal, que perdeu a representação parlamentar, obtendo o seu pior resultado de sempre no estado.
Por fim, destacar a queda da A Esquerda, que perdeu 2,8% dos votos em relação a 2007, ficando-se pelos 5,6% dos votos.
Após as eleições, a coligação de governo entre social-democratas e os verdes manteve-se no poder.

## Resultados Oficiais
| Partido      | Partido                      | Votos   | %     | +/-   | Deputados | +/-     |
| ------------ | ---------------------------- | ------- | ----- | ----- | --------- | ------- |
|              | Partido Social-Democrata     | 505 348 | 38,6  | 1,9   | 36 / 83   | 4       |
|              | Aliança 90/Os Verdes         | 293 993 | 22,5  | 6,0   | 21 / 83   | 7       |
|              | União Democrata-Cristã       | 266 483 | 20,4  | 5,2   | 20 / 83   | 3       |
|              | A Esquerda                   | 73 769  | 5,6   | 2,8   | 5 / 83    | 2       |
|              | Cidadãos em Fúria            | 48 530  | 3,7   | 2,8   | 1 / 83    | Estável |
|              | Partido Democrático Liberal  | 31 176  | 2,4   | 3,6   | 0 / 83    | 5       |
|              | Partido Pirata               | 24 935  | 1,9   | Novo  | 0 / 83    | Novo    |
|              | Partido Nacional Democrático | 20 470  | 1,6   | -     | 0 / 83    | -       |
|              | Outros                       | 44 651  | 3,4   |       | 0 / 83    |         |
| Total        | Total                        |         | 100   |       | 83 / 83   |         |
| Participação | Participação                 |         | 55,5  | 2,0   |           |         |
| Fonte        | Fonte                        | [ 2 ]   | [ 2 ] | [ 2 ] | [ 2 ]     | [ 2 ]   |